# Стенске резбарије у Дазуу
Стенске резбарије (кинески: 大 足 石刻) налазе се у граду Дазу, Чунгкинг, Кина и представљају скуп верских скулптура и резбарија уклесаних у камену. Резбарије датирају још из 7. века нове ере, и направљене су под утицајем будизмаа, конфучијанства и таоизма. Неке од њих се налазе у пећинским светилиштима усеченим у стене, у уобичајеном кинеском будистичком стилу, али многи други су камени рељефи уклесани у литице стена.

## Светска баштина
Наведене као светска баштина, резбарске стене у Дазуу састоје се од 75 заштићених локалитета који садрже око 50 000 статуа, са преко 100 000 кинеских карактера који чине натписе и епиграфе. Локалитети се налазе у општини Чунгкинга унутар стрмих падина широм округа Дазу, удаљени око 165 километара западно од урбаног подручја Чунгкинга. Најважнији делови камене пећине налазе се на планинама Баодинг и планини Беишан. Резбарије су проглашене светском баштином 1999. године, захваљујући „... њиховим естетским квалитетом, њиховом богатом разноликошћу предмета, како световних, тако и верских, и светлости коју су бацале на свакодневни живот у Кини током овог периода. Оне пружају изванредне доказе хармоничне синтезе будизма, таоизма и конфучијанства“.

## Историја
Најраније резбарије започете су 650. године нове ере током ране династије Танг, али главни период њиховог стварања започео је крајем 9. века, када је Веи Ђунђинг, префект Чангџоуа, започео креирање резбарија на планини Беишан, а након краха династије Танг његов модел су следили локални становници, племство, монаси и монахиње током периода Пет династија и Десет краљевстава (907-65). У 12. веку, током династије Сунг, будистички монах по имену Жао Жифенг започео је рад на сложеним скулптурама и резбаријама на планини Баодинг, посветивши пројекту 70 година свог живота.
Након дуго година забране приступа за посетиоце, резбарије су отворене за кинеске посетиоце 1961. године, а за стране туристе 1980. године. До 1975. године између града Дазу и главне групе резбарија постојала је само блатњава стаза. Изолованост локације је помогла да уметност остане нетакнута током масовног антирелигијског вандализма током Културне револуције.

## Галерија
- Стенске резбарије на планини Баодинг.
- Стенске резбарије на планини Баодинг.
- Буде са планине Баодинг.
- Кружење живота.
- Буда са златним рукама.
- Буде са планине Баодинг.
- Осамнаест нивоа Пакла на планини Баодинг.
- Демони и владари Пакла.
- Гуан Јин Бодисатва.
- Махамајури Бодисатва.
- Детаљи Буде.
- Достизање Нирване.